# Škoda Superb (1934)
Škoda Superb bezeichnet eine Reihe gehobener bis luxuriöser Fahrzeuge, die der Autohersteller ASAP und später AZNP unter der Marke Škoda zwischen 1934 und 1949 baute. Das Fahrzeug besaß Hinterradantrieb.
Ursprünglich war der Begriff Superb lediglich ein Zusatz zur Typenbezeichnung. Das erste Modell 1934 hieß Škoda 640 Superb, wobei Škoda damit auf die Nachfrage nach luxuriösen Autos reagierte. Für die geeignete Abbremsung des Sechszylindermotors wurden hydraulische Bremsen verbaut. Im Zuge der Umstellung von Typen- auf Verkaufsbezeichnungen wurde das nächste Modell nur noch Superb genannt.
Im Jahr 1935 erhielt der Superb einen Preis als „elegantester Wagen“. Im Zweiten Weltkrieg produzierte Škoda mit einem neuen Motor versehen den Superb 3000 OHV. Dieser wurde an die Wehrmacht als Kübelwagen und Kommandeurswagen (Typ 952) ausgeliefert. Diese wurden als Kfz 21, Einheits-PKW der Wehrmacht als mittlerer geländegängiger PKW mit sechs Sitzplätzen (Kommandowagen), und als Kfz 15, sowohl als mittlerer geländegängiger PKW für Truppentransporte und in geringer Stückzahl als Ambulanz, hergestellt.
Die Hauptproduktion bei Škoda bestand aber aus LKWs. So wurden 1944 640 Nutzfahrzeuge und nur 35 PKWs ausgeliefert.
Nach dem Krieg stellte AZNP von 1946 bis 1949 nochmals 162 Fahrzeuge des Typs 924 mit leicht veränderter Karosserie her.
Ab Herbst 2001 griff der tschechische Hersteller den Namen Superb für ein Modell der oberen Mittelklasse wieder auf. Weitere Information befinden sich unter Škoda Superb.

## Typenübersicht
| Reihe | Bezeichnung       | Typ     | Bauzeit   | Produzierte Fahrzeuge | Motor                                          | Abmessungen (L×B×H) (ca., in mm) |
| ----- | ----------------- | ------- | --------- | --------------------- | ---------------------------------------------- | -------------------------------- |
| I     | Škoda 640 Superb  | Typ 640 | 1934–1936 | 201                   | 2492 cm³, 6 Zylinder 40,5 kW (55 PS), 110 km/h | 5500 × 1700 × 1700               |
| II    | Škoda Superb      | Typ 902 | 1936–1937 | 53                    | 2704 cm³, 6 Zylinder 44 kW (60 PS), 115 km/h   | 5500 × 1700 × 1700               |
| II    | Škoda Superb      | Typ 913 | 1936–1939 | 350                   | 2916 cm³, 6 Zylinder 48 kW (65 PS), 120 km/h   | 5500 × 1700 × 1700               |
| III   | Škoda Superb 3000 | Typ 924 | 1938–1943 | 113                   | 3137 cm³, 6 Zylinder 62 kW (85 PS)             | 5200 × 1800 × 1720               |
| III   | Škoda Superb 3000 | Typ 952 | 1941–1943 | 1626                  | 3137 cm³, 6 Zylinder 62 kW (85 PS)             | 4800 × 1800 × 1720               |
| III   | Škoda Superb 4000 | Typ 919 | 1939–1940 | 10                    | 3991 cm³, 8 Zylinder 70,7 kW (96 PS), 135 km/h | 5700 × 1800 × 1750               |
| III   | Škoda Superb 3000 | Typ 924 | 1946–1949 | 162                   | 3137 cm³, 6 Zylinder 62 kW (85 PS)             | 5300 × 1860 × 1720               |

Angaben in der Tabelle, siehe auch .
Es wurden Reihenmotoren mit sechs (anfangs mit Seitenventilen) oder acht Zylindern verwendet. Ab 1938 wurden hängende Ventile eingebaut, die durch eine untenliegende Nockenwelle (OHV) betätigt werden.